# Placă turnantă

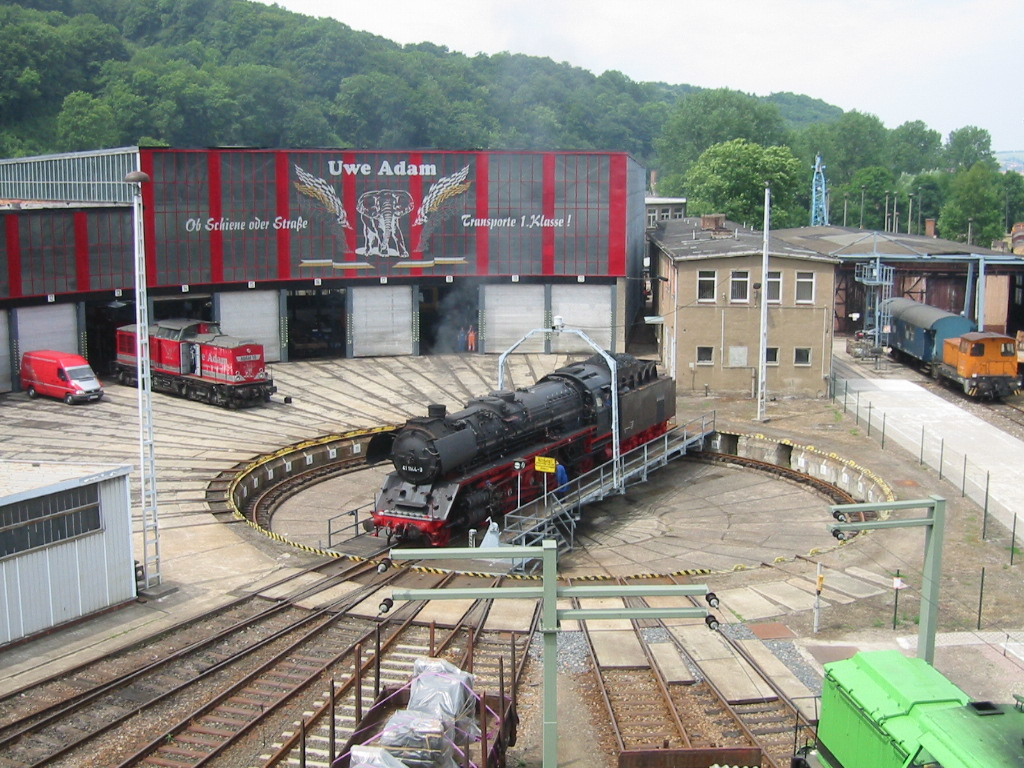
Remiză de locomotive cu placă învârtitoare la Eisenach, în Turingia, Germania.

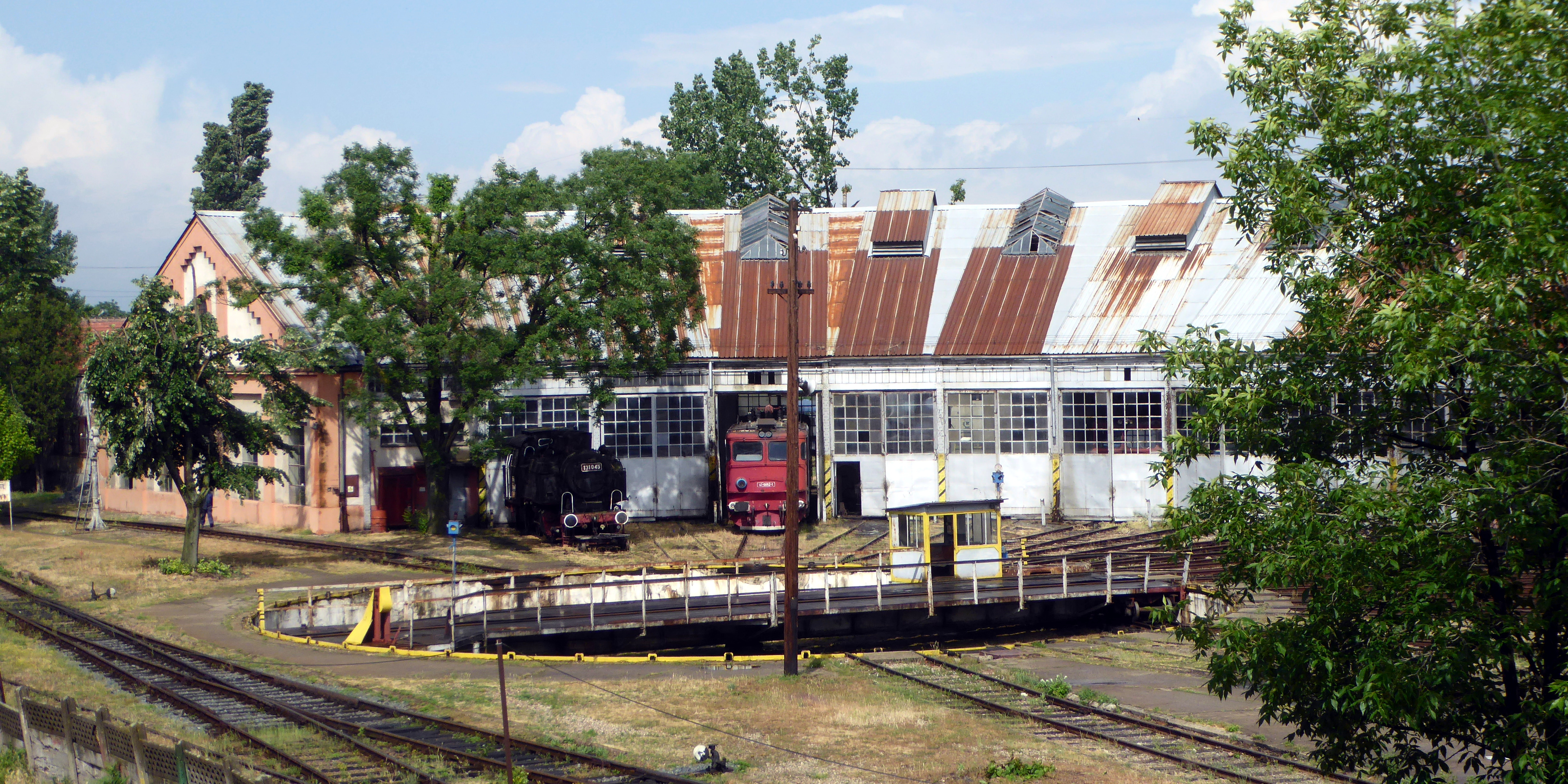
Remiză de locomotive cu placă turnantă în Gara de Nord din Timișoara.

O placă turnantă (sau placă învârtitoare) este o placă metalică de formă circulară sau un pod cu tablier metalic care se poate roti într-un plan orizontal în jurul unei axe verticale și care servește la întoarcerea cu 180° a locomotivelor cu tender, precum și la întoarcerea sau trecerea vehiculelor feroviare de pe o cale pe alta.
Plăcile turnante sunt sau au fost folosite în special în zonele în care, din lipsa spațiului suficient sau din considerații economice, nu a fost posibilă construcția unui triunghi de întoarcere. În cazul locomotivelor cu aburi, serviciile feroviare aveau nevoie de o modalitate de a întoarce locomotiva cu 180° pentru călătoriile retur, deoarece adesea mecanismele lor nu erau configurate să poată funcționa în marșarier pentru perioade extinse de timp, iar viteza maximă în marșarier era mult mai redusă. În cazul locomotivelor diesel, deși majoritatea pot fi operate în ambele direcții, ele sunt totuși considerate a avea „părți din față” și „părți din spate” (determinate în general de poziția cabinei mecanicilor).  
În trecut, în ultimul vagon al anumitor trenuri se afla o platformă care le permitea pasagerilor să admire peisajele în timpul călătoriei. Plăcile turnante erau folosite și pentru întoarcerea acestui tip de vagoane, pentru a le poziționa mereu în așa fel încât platforma respectivă să reprezinte capătul trenului.

## Caracteristici
O placă turnantă se compune în general dintr-o groapă circulară, acoperită cu un disc metalic în mijlocul căruia este fixat pivotul care susține placa. O șină circulară înconjoară marginea gropii și susține marginea plăcii. Plăcile învârtitoare folosite pe căile ferate cu ecartament îngust sunt adesea confecționate din fontă turnată. Diametrul lor este în general de circa 1 m. Plăcile turnante de pe căile ferate cu ecartament normal sunt din oțel, iar diametrul lor este variabil: de la circa 5 m pentru vagoane și până la 30 m în cazul depourilor de mari dimensiuni.
În aceste depouri, placa turnantă este adesea înconjurată de o clădire de formă circulară, denumită remiză circulară. Astfel, un număr mare de locomotive poate fi depozitat într-un spațiu redus, fiecare din ele fiind ușor accesibilă prin intermediul plăcii învârtitoare.
Dacă plăcile turnante pentru vagoane și-au păstrat forma, cele pentru locomotive au devenit poduri turnante, prin eliminarea punții circulare care înconjura partea centrală pe care pe care sunt montate șinele și care acoperea groapa circulară.
Vechile tramvaie necesitau și ele plăci turnante pentru a fi întoarse. Ulterior, acest lucru a fost rezolvat prin construirea de bucle de întoarcere și prin introducerea tramvaielor bidirecționale.

## Galerie de imagini

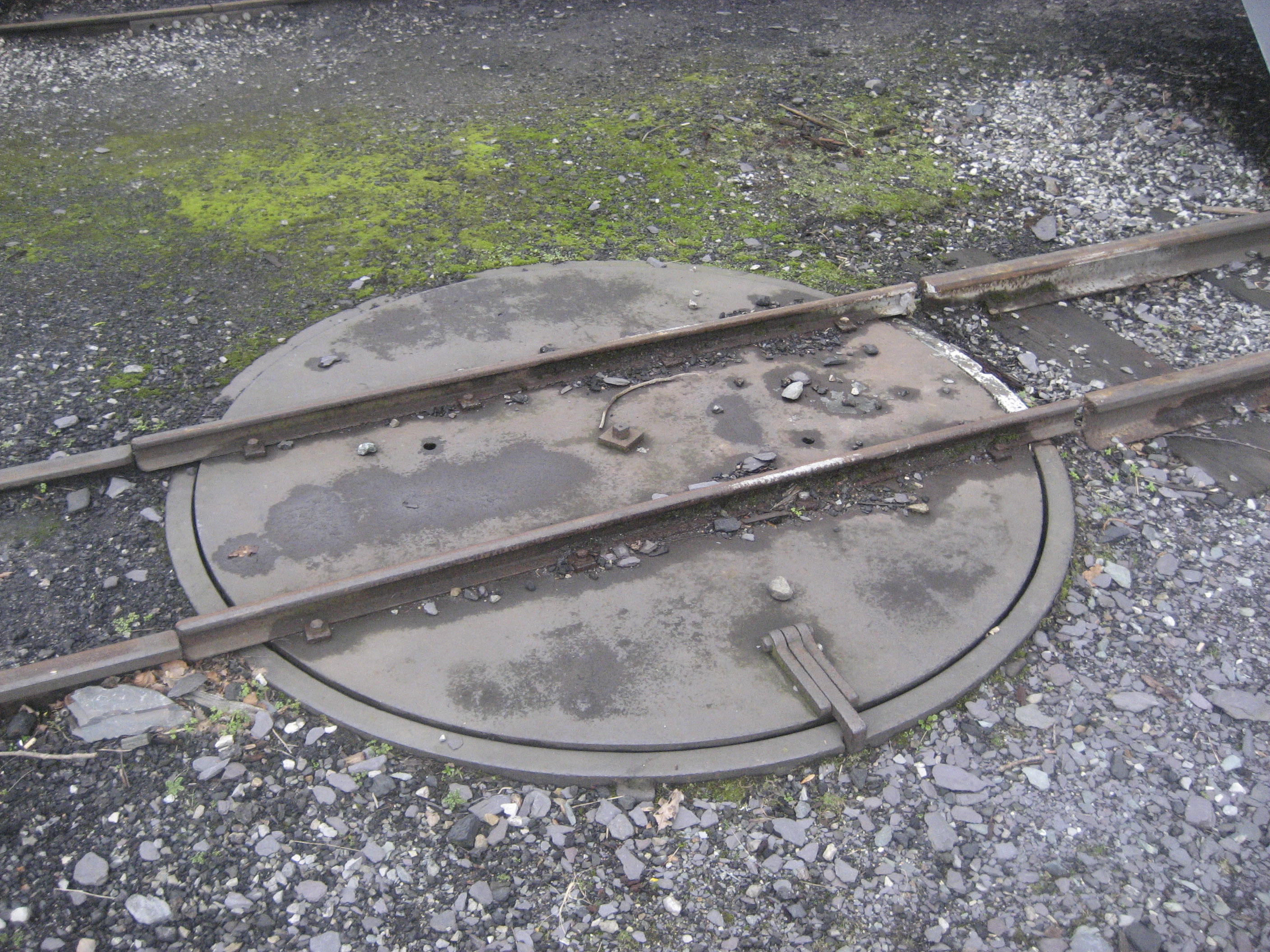
Placă turnantă pentru vagoane cu ecartament îngust (600 mm).
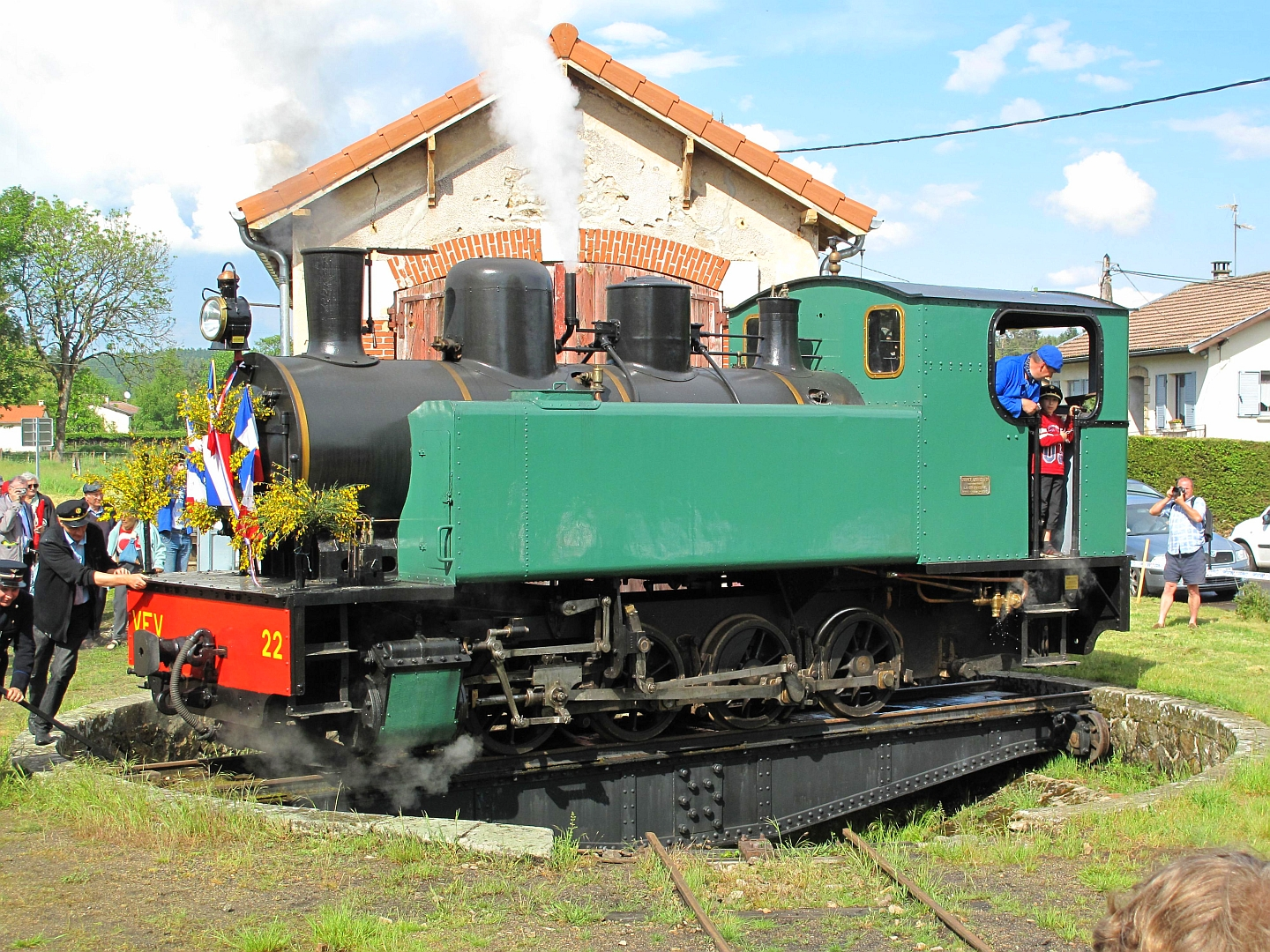
Pod turnant pentru ecartament metric pe calea ferată Velay Express, în Franța.
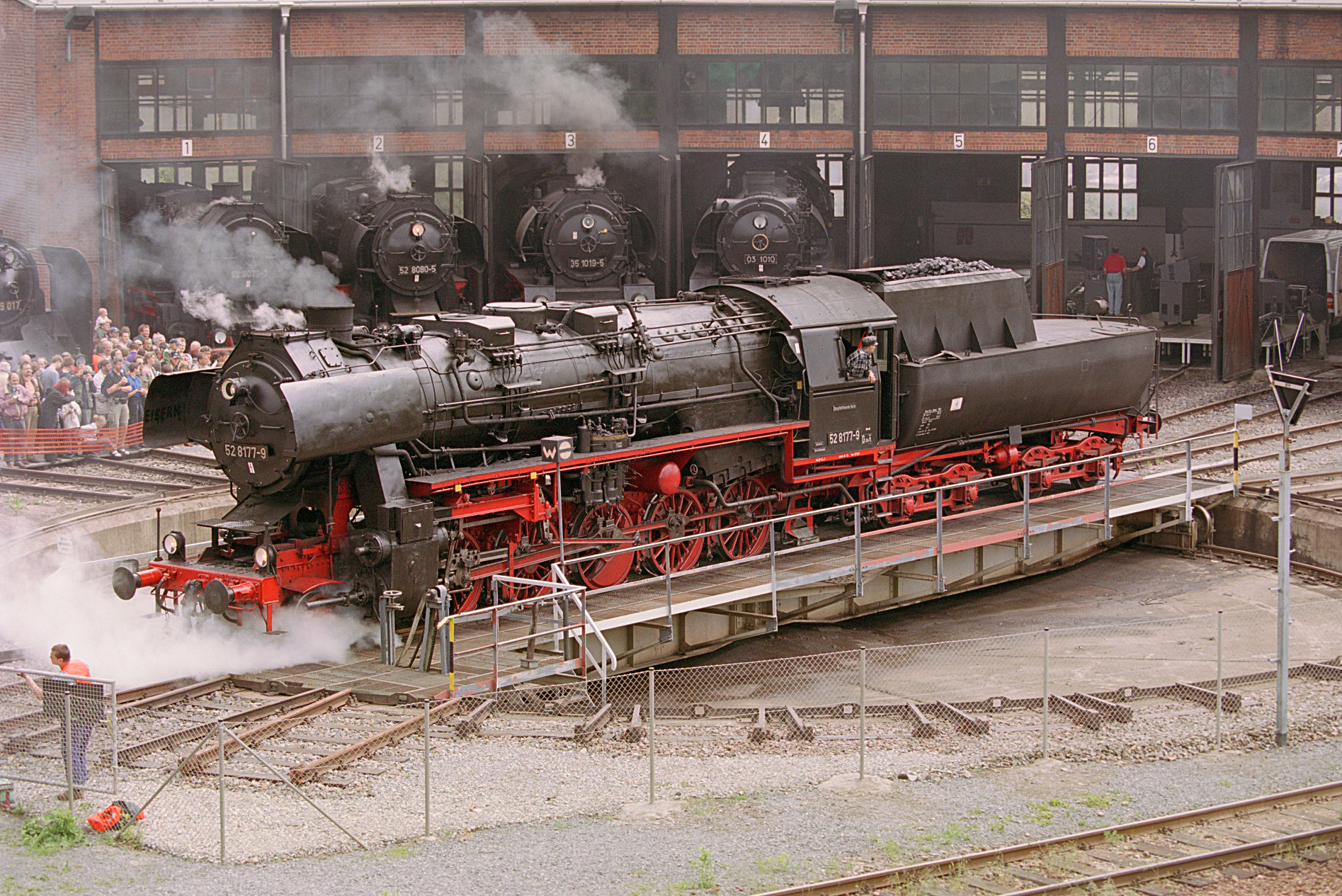
Pod turnant în Dresda, Germania, deservind o remiză circulară.
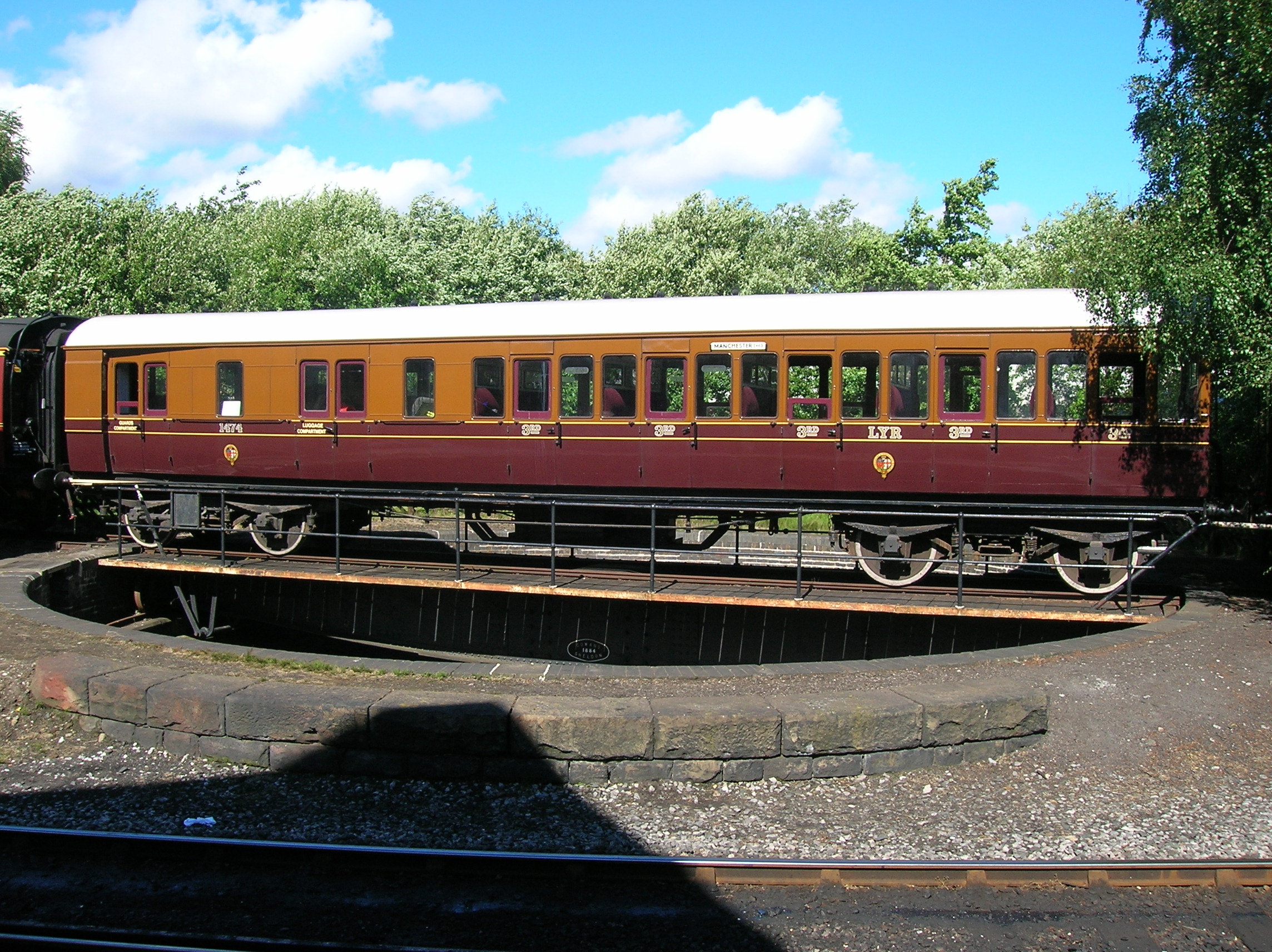
Vagon pe un pod turnant în Marea Britanie.
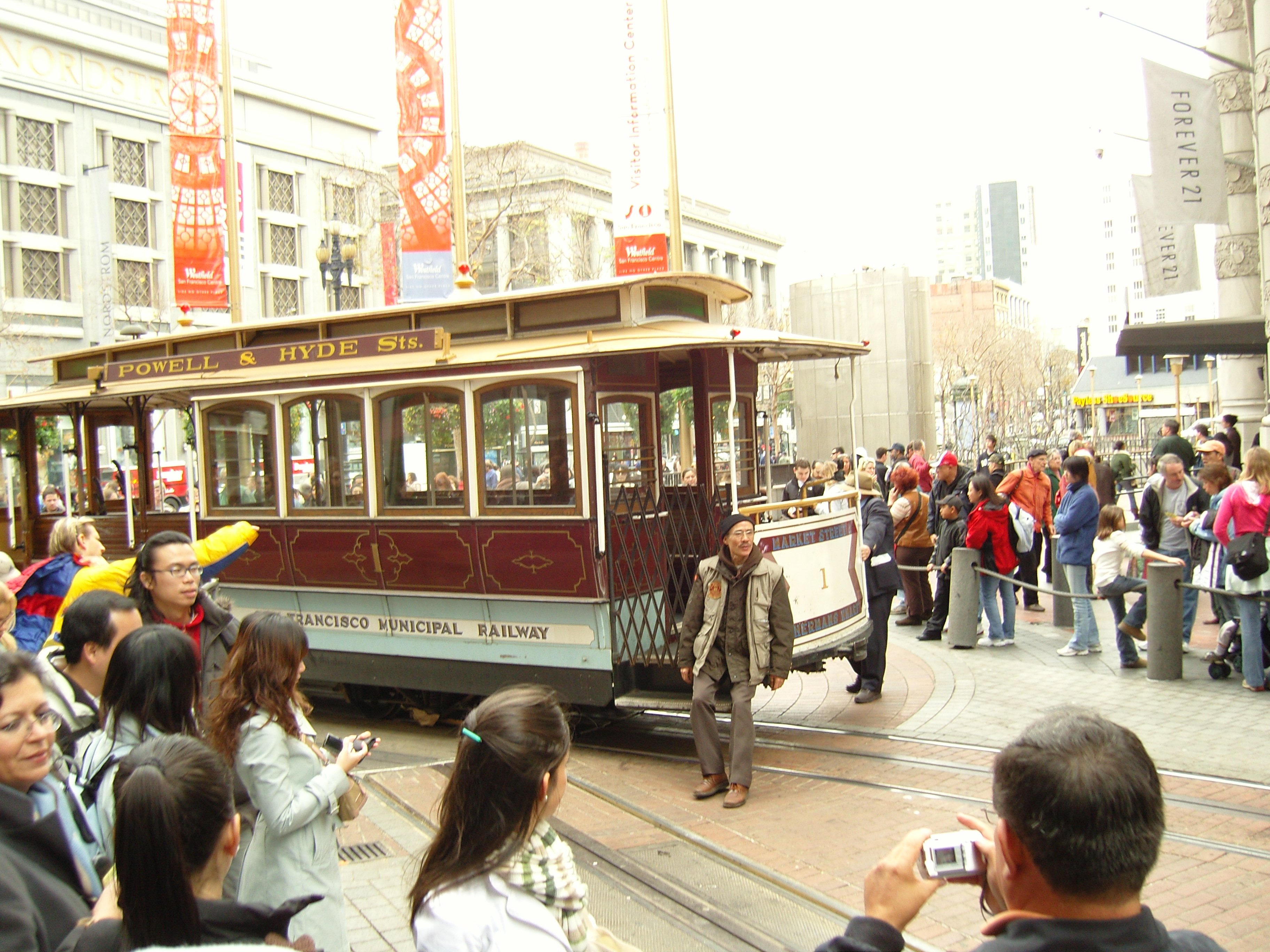
Tramvai turistic întors cu placa turnantă la San Francisco, în California.